# NGC 7832
NGC 7832 је елиптична галаксија у сазвежђу Рибе која се налази на NGC листи објеката дубоког неба.
Деклинација објекта је - 3° 43' 0" а ректасцензија 0h 6m 28,4s. Привидна величина (магнитуда) објекта NGC 7832 износи 13,2 а фотографска магнитуда 14,2. NGC 7832 је још познат и под ознакама IC 5386, MCG -1-1-33, PGC 485.